# Osservatorio Montcabrer
L'osservatorio Montcabrer (in spagnolo: Observatorio Montcabrer) è un osservatorio astronomico privato spagnolo gestito da Ramon Naves e Montse Campás, situato sul versante meridionale dell'omonima altura nel comune di Cabrils, alle coordinate 41°31′10.97″N 2°23′07.4″E a 120 metri di altitudine, identificato dal codice MPC è 213 Observatorio Montcabre.
Il Minor Planet Center lo accredita per la scoperta degli asteroidi 281820 Monnaves, e 706348 Montcabrer, effettuate entrambe il 9 dicembre 2009.